# سان فرناندو (آرژانتین)
سان فرناندو (به اسپانیایی: San Fernando) شهری در کشور آرژانتین، استان بوئنوس آیرس است که در سال ۲۰۰۹ میلادی، حدود ۱۴۵۱۶۵ نفر جمعیت داشته است.